# Фолькер Вінклер
Фолькер Вінклер (нім. Volker Winkler, 20 липня 1957) — німецький велогонщик.
Срібний призер Олімпійських Ігор 1980 року в командній гонці переслідування.
Чемпіон світу з велоперегонів на треку 1977 (командна гонка переслідування), 1978 (командна гонка переслідування), 1979 (командна гонка переслідування), 1981 (командна гонка переслідування) років, бронзовий призер 1982 року в командній гонці переслідування.